# Lac Rotoaira
Le lac Rotoaira (en anglais : Lake Rotoaira) est un lac néo-zélandais situé dans la région de Waikato sur l'île du Nord. D'une superficie d'environ 13 km2, il culmine à 564 m d'altitude et est entouré de montagnes de la zone volcanique de Taupo.
Habité par les Maoris au XIXe siècle, le lac Rotoaira est connu comme le lieu de naissance du haka ka mate. Il est choisi dans les années 1960 pour intégrer le système hydroélectrique du Tongariro, qui a un impact important sur le lac et sa faune. 

## Géographie

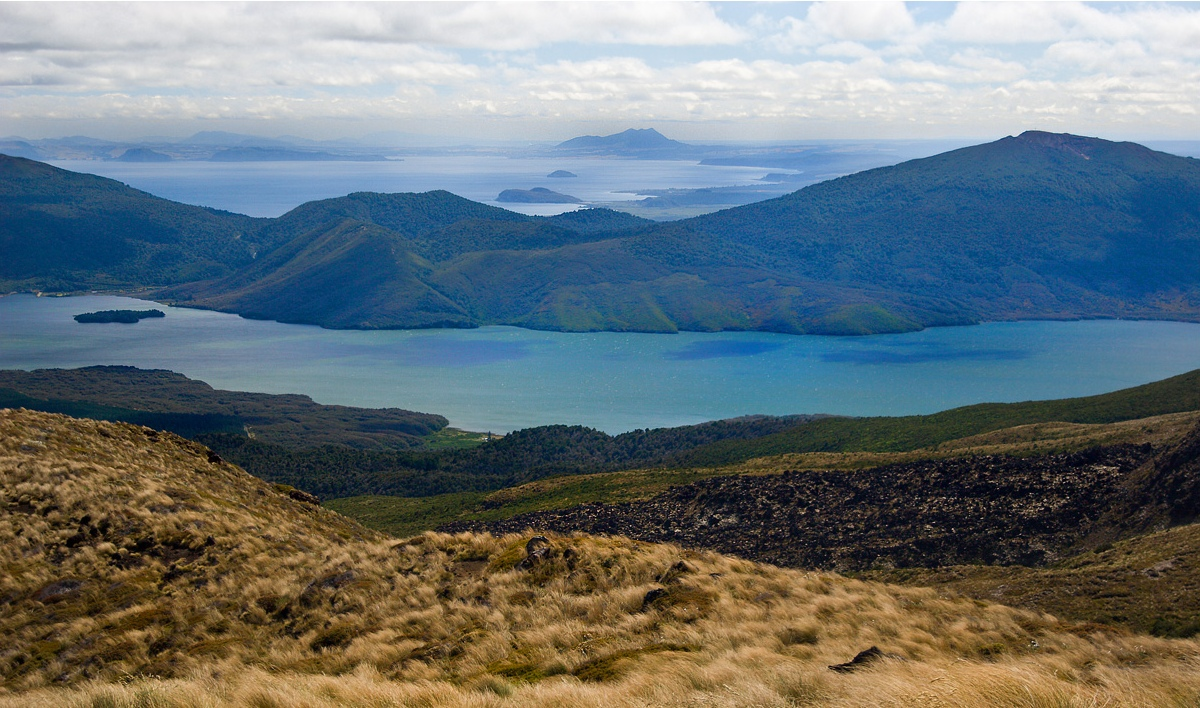
Vue du lac Rotoaira (premier plan) et du lac Taupo depuis le mont Tongariro.

Le lac Rotoaira est situé au centre de l'île du Nord dans la région de Waikato, entre le lac Taupo et le mont Tongariro. Le lac est relié au village de Turangi (en) par la route nationale 46 au sud (Lake Rotoaira Road) et par la route nationale 47 au nord (Te Ponanga Saddle Road).
Le lac culmine à 564 m d'altitude,, dans un bassin formé au sein de la zone volcanique de Taupo. Il est dominé au nord et à l'est par un relief accidenté : les montagnes Tihia (1 165 m) et Kakaramea (1 300 m) au nord, le mont Pihanga (en) (1 326 m) à l'est. Au sud-ouest, l'altitude s'élève plus lentement vers le mont Tongariro, qui dépasse les 1 900 m. Au nord-ouest, on trouve une plaine qui n'excède pas 600 m d'altitude.
Le lac est peu profond : sa profondeur est en moyenne de 9 m et n'excède jamais 14 m. Plusieurs ruisseaux naturels alimentent le lac. Depuis les années 1970, dans le cadre du système hydroélectrique du Tongariro, les eaux du Tongariro sont amenées jusqu'au lac par le canal Poutu au sud-est et les eaux du Whanganui par le canal Wairehu au nord-ouest. Les eaux sont reversées vers le lac Taupo (200 m plus bas) par le tunnel de Tokaanu, où se trouve une station hydroélectrique.
Au nord du lac, se trouve l'île Motuopuhi. Il s'agit d'une ancienne presqu'île, autrefois habitée par les Maoris et qui s'est détachée des rives du lac lors de la création du système hydroélectrique du Tongariro.

## Histoire

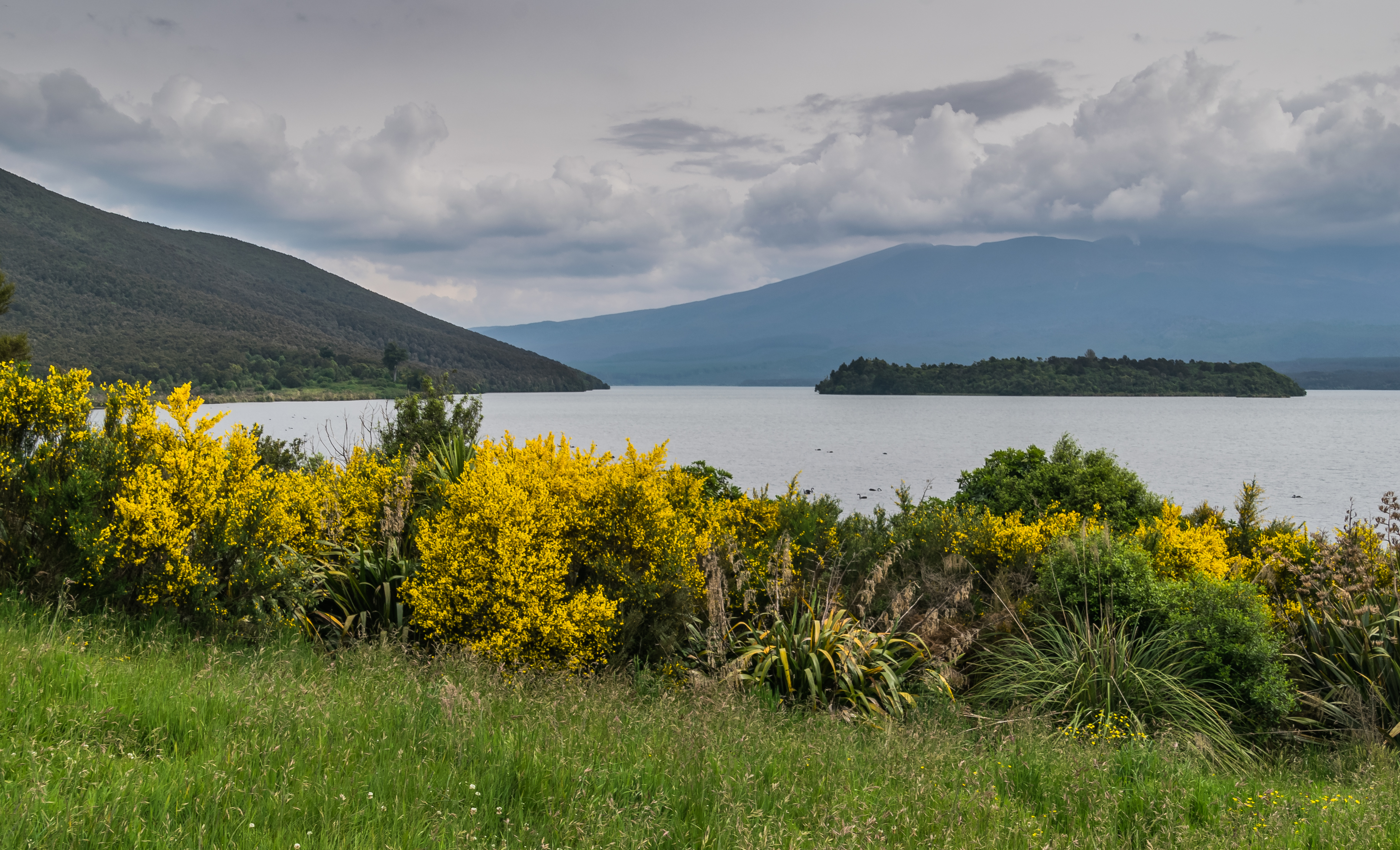
Vue de l'île Motuopuhi depuis Opōtaka.

Selon une légende maorie, le mont Taranaki se trouvait à l'emplacement actuel du lac Rotoaira. Cependant, il tomba amoureux de la montagne Pihanga (en). Le mari de celle-ci — le mont Tongariro — chassa le mont Taranaki vers l'ouest, où il se trouve aujourd'hui.
Sur la rive nord du lac, face à Motuopuhi, se trouve l'ancien pa d'Opōtaka, village fortifié maori de la tribu Ngāti Hikairo. C'est là que, caché par le chef maori local et son épouse, Te Rauparaha compose le célèbre haka ka mate,,, notamment utilisé par l'équipe de Nouvelle-Zélande de rugby à XV (surnommée « All Blacks ») et considéré par l'historien James Belich comme « le plus célèbre poème néo-zélandais ». Ce site est occupé depuis les années 1820 par la Ngāti Hikairo et la Ngāti Tuwharetoa (en).
En raison de son altitude, le lac Rotoaira est choisi au milieu du XXe siècle pour devenir un réservoir du système hydroélectrique du Tongariro. Des canaux sont créés pour alimenter le lac Rotoaira en eau, ensuite reversée vers le lac Taupo. Les travaux de construction du système s'étalent de 1964 à 1983 et ont un impact important sur le lac, qui voit ses eaux monter de 50 cm et sa population de truite diminuer.

## Faune et flore

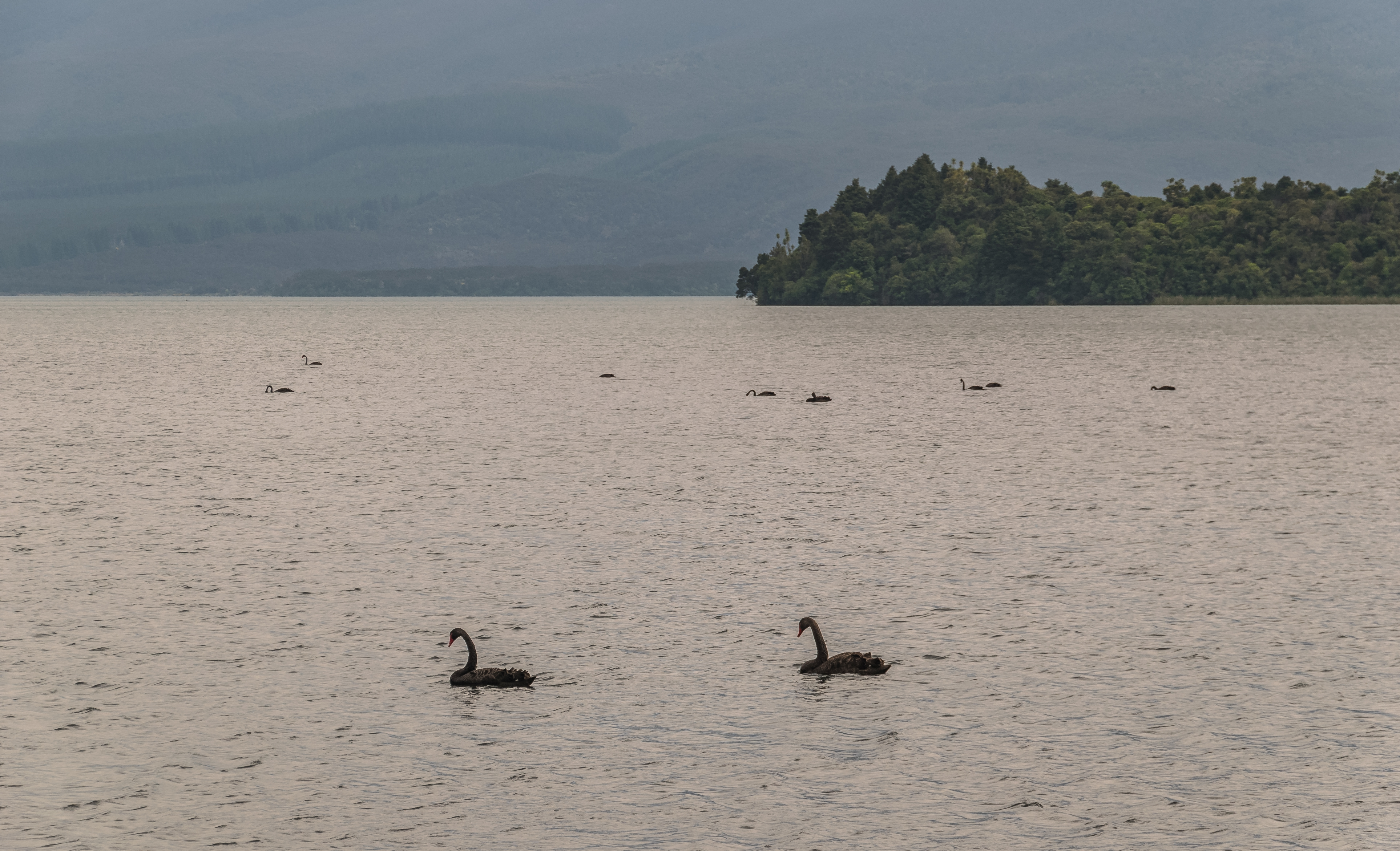
Des cygnes noirs sur le lac Rotoaira.

Le lac Rotoaira est notamment entouré de zones humides et de champs de fougères. Les plaines de son bassin sont occupées par des arbustes ou des jeunes forêts (Kunzea ericoides, Leptospermum scoparium et Weinmannia racemosa (en)). Les pentes des montagnes environnantes sont couvertes de forêts de conifères, avec des espèces différentes au nord et au sud. Les pentes du mont Tongariro au sud accueillent des forêts de Libocedrus bidwillii (en), Phyllocladus alpinus et Podocarpus hallii (en). Les forêts au nord et à l'est du lac, au pied des massifs Kakaramea et Pihanga, comprennent davantage de Dacrydium cupressinum, Dacrycarpus dacrydioides, Prumnopitys ferruginea (en) et Prumnopitys taxifolia.
Sur le lac, il est possible de rencontrer l'aigrette à face blanche (Egretta novaehollandiae), la bernache du Canada (Branta canadensis), le canard à sourcils (Anas superciliosa), le canard colvert (Anas platyrhynchos), le cygne noir (Cygnus atratus), le grèbe de Nouvelle-Zélande (Poliocephalus rufopectus), le pukeko (Porphyrio porphyrio melanotus), le tadorne de paradis (Tadorna variegata) 
et certaines espèces de cormorans. Ses zones arbustives sont l'habitat du carpophage de Nouvelle-Zélande (Hemiphaga novaeseelandiae), de la gérygone de Nouvelle-Zélande (Gerygone igata), du méliphage tui (Prosthemadera novaeseelandiae), du rhipidure à collier (Rhipidura fuliginosa) et du zostérops à dos gris (Zosterops lateralis). Le busard de Gould (Circus approximans) peut être aperçu volant au-dessus du lac.
Pour les Maoris, le lac était une pêcherie d'anguilles. Le lac Rotoaira a aujourd'hui une large population de truite arc-en-ciel (Oncorhynchus mykiss), bien qu'en diminution depuis les années 1970. Deux autres espèces de poissons s'y trouvent : le koaro (en) (Galaxias brevipinnis), également en diminution, et le toitoi (en), qui au contraire croit. Un permis de pêche spécifique, délivré par le Lake Rotoaira Trust en lien avec le ministère de la Conservation, est nécessaire pour pêcher dans le lac Rotoaira. La pêche y est interdite du 1er juillet au 31 août.